# Asaruludu
Asaruludu ist eine sumerische Gottheit.
Er trägt das flammende Schwert, beaufsichtigt die Wächter und bietet Schutz bei der Ausführung göttlich auferlegter Aufgaben.
In späterer, babylonischer Zeit wurde der Name und die Funktion des Asaruludu von Marduk assimiliert. Von da an war Asaruludu einer der 50 Namen des Marduk.